# 山多爾村
山多爾村（匈牙利語：Sándorfalva）是匈牙利的城鎮，位於該國東南部，距離首府塞格德12公里，由瓊格拉德州負責管轄，面積55.77平方公里，2011年人口7,983，其中約七成居民信奉天主教。
46°22′N 20°06′E / 46.367°N 20.100°E